# Trogloxène

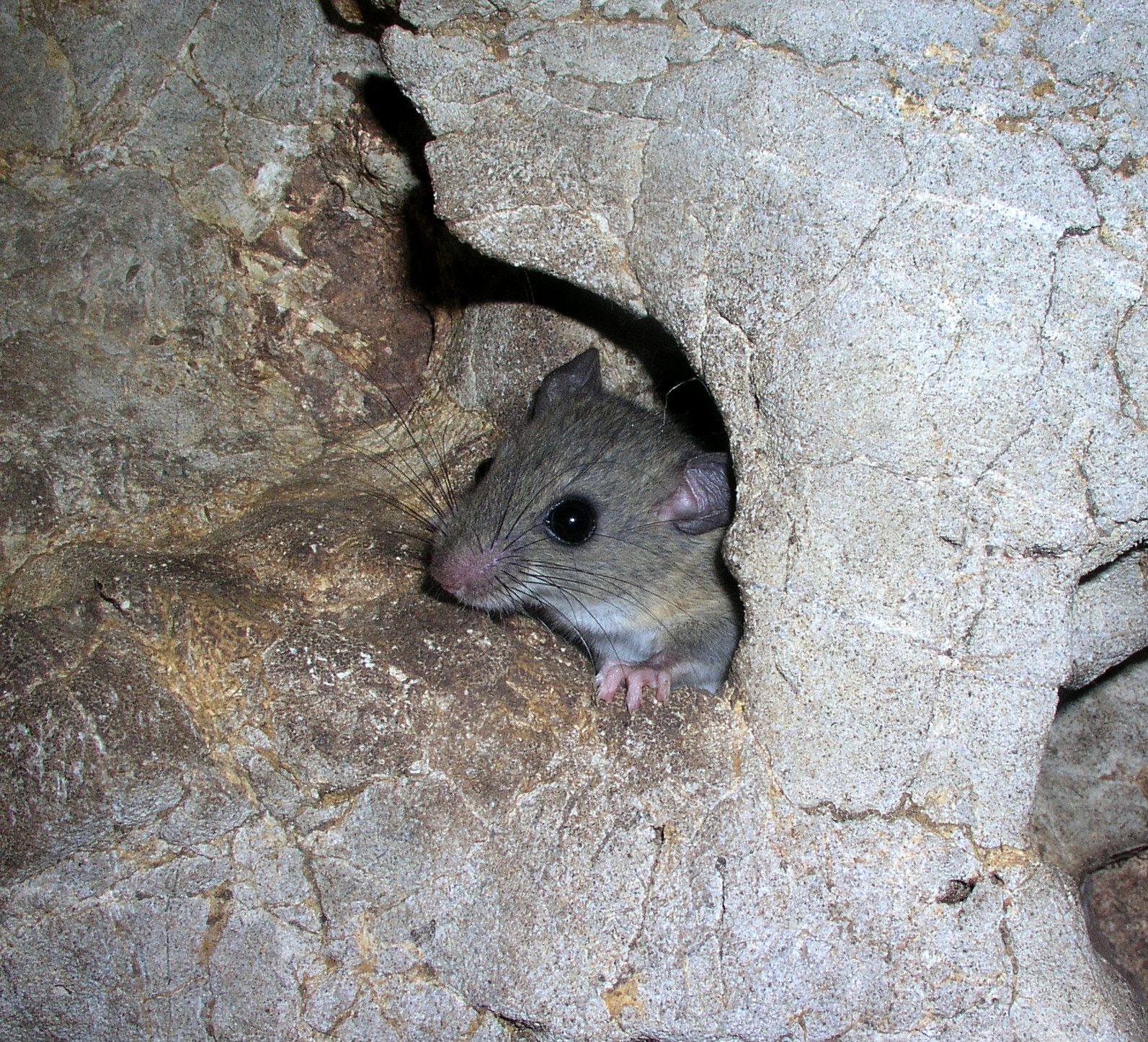
Campagnol dans la Resurgencia de la bocatoma de Tuemal (Omia, Rodriguez de Mendoza, Amazonas, Pérou).

Le terme trogloxène est un terme employé en biospéologie (ou biospéléologie) pour désigner les animaux qui ne font que visiter, volontairement ou non, le milieu souterrain et cela généralement non loin de la zone d'entrée.
Ces animaux ne présentent pas d'adaptation anatomique ou physiologique particulière à l'environnement cavernicole comme les troglobies et ne vivent pas « en continu » dans le milieu souterrain comme les troglophiles.
On trouve donc dans cette catégorie les crapauds, blaireaux, ours, serpents, ou encore les humains.

## Habitats et usages
Les trogloxènes sont des animaux qui utilisent, quand cela est possible, le monde souterrain au cours d'une partie de leur existence pour des raisons particulières à chaque espèce. 
Les caractéristiques physiques des cavités leur sont temporairement favorables, par exemple pour hiberner (ours et chauve-souris), pour estiver (batraciens des pays chauds) ou tout simplement pour s'abriter (serpents, rongeurs). 
Ces animaux peuvent trouver ailleurs des conditions semblables (semi-obscurité, température stable…) et utiliser d'autres lieux en l'absence de cavités. De plus, ces animaux n'effectuent pas leur cycle complet de reproduction sous terre : même les espèces de chauves-souris qui utilisent les grottes comme nurserie s'accouplent à l'extérieur à une autre période de l'année.